# Savary I van Thouars
Savary I van Thouars (overleden in 929) was van 903 tot aan zijn dood burggraaf van Thouars.

## Levensloop
Savary I was de zoon of de neef van Godfried I, de eerste burggraaf van Thouars. Na diens dood in 903 werd Savary zelf burggraaf van Thouars.
Hij was een bondgenoot van Ebalus, graaf van Poitiers en hertog van Aquitanië. Savary was aanwezig bij vergaderingen die Ebalus organiseerde. Als beloning voor zijn trouw kreeg hij in 903 de autoriteit over de rijke abdij van Saint-Maxent toegewezen.
Waarschijnlijk bleef hij ongehuwd en kinderloos. Zijn jongere broer Amalrik I volgde hem op.